# Muslim Gadzhimagomedov
Pour les articles homonymes, voir Gadzhimagomedov.
Muslim Gadzhimagomedov (en russe Муслим Гамзатович Гаджимагомедов) est un boxeur russe né le 14 janvier 1997.

## Carrière
Sa carrière amateur débute par une médaille d'argent remportée aux championnats d'Europe de 2017 dans la catégorie poids mi-lourds, et une médaille d'or remportée lors des jeux européens de 2019 dans la catégorie poids lourds. Il remporte ensuite la médaille d'or lors des championnats du monde de 2019, et s'empare de l'argent lors des Jeux Olympiques de Tokyo. Il commence une carrière chez les professionnels. Il remporte encore en 2023 l'or aux championnats du monde chez les amateurs. 

## Palmarès

### Championnats du monde
- Médaille d'or en -91 kg en 2019 à Iekaterinbourg, Russie

### Championnats d'Europe
- Médaille d'argent en -81 kg en 2017 à Kharkiv, Ukraine

### Jeux européens
- Médaille d'or en -91 kg en 2019 à Minsk, Biélorussie